# Nagy Lajos (igazgató)
Nagy Lajos (Kemenesalja/Alsóság, 1859. augusztus 18. – Zánka, 1930. október 24.) állami polgári iskolai igazgató, evangélikus tanító.

## Élete
Nagy József és Berecz Erzsébet szegény földműves szülők fia. A gimnázium I-IV. osztályát a soproni evangélikus líceumban nagy nélkülözések közt végezte, s ekkor ügyvédi díjnok lett. 1876-ban a csurgói állami tanítóképzőintézetbe lépett és 1879. június 24-én tanítói oklevelet nyert; augusztusban Szekszárdra a Mayer-féle fiú- és leányiskolához választották meg tanítónak; azonban innét egy hónap múlva katonai szolgálatra hívták Sopronba. 1880. augusztustól 1881. június végeig ismét Szekszárdon működött mint tanító. Azután Ajkán az evangélikus iskolában rendes tanító volt. 1882-83-ban Ihász Lajos lőrintei birtokán szervezett VI osztályú népiskolát, egyszersmind Perczel László fiának nevelője volt. 1883-tól a kőkúti iskolában tanított és felsőbüki Nagy Lászlónak nevelője lett. 1884. július a sajógömöri szentiványi polgári iskoIához tanárnak választották, ahol 1892. augusztus 31-ig működött. Ezután az orosházi állami polgári fiú- és leányiskola igazgatója lett. 1897-1898-ban szervezte a közhasznú és ismeretterjesztő téli előadásokat és ezekben felolvasásokat tartott.
Cikkeket (társadalmi, paedagogiai s gazdászatiakat) írt a Veszprémi Független Hirlapba, a Veszprémbe, a Magyar Paedagogiai Szemlébe, a Tanodai Közlönybe, a Rozsnyói Hiradóba, a Gömör-Kishontba, a Liptómegyei Hirlapba, a soproni Evang. Népiskolába, az Orosházi Ujságba; állandó munkatársa volt a Nemzeti Iskolának, írt a Polgáriskolai Közlönybe is.

## Munkái
- Veszprém vármegye leirása. Pápa, 1882.
- A közhasznú és ismeretterjesztő téli előadások sorozata. Orosháza, 1898. Hat füzet. (1. A munkaadók és a mezőgazdasági munkások közötti jogviszonyok szabályozásáról szóló 1898. évi II. törvényczikk népszerű ismertetése. 2. A mezőgazdasági munkás szövetkezetekről. 3. A tizek emlékezete (A tíz szoborról). 5. A magán- és közdolgok iránt való kötelességeinkről. 8. A munkásélet az ország különböző vidékein a közgazdaságra való vonatkozással. 9. A munka- és napszámbérek az ország öt felvidékének öt különböző vármegyéjében.).
- Az orosházi helyi iparkiállítás kalauza. (Iparkiállítás 1899. ápr. 2-18-ig). A kiállítási végrehajtó bizottság és Vitéz Lajos kiállítási titkár közreműködésével szerkesztette. Orosháza, 1899.